# Behrensen
Behrensen ist ein von Moringen eingemeindetes Dorf im Landkreis Northeim in Niedersachsen (Deutschland).

## Geschichte
Der Ortsname geht auf den altsächsischen Personennamen Bernheri zurück. Im Mittelalter lag Behrensen im Leinegau. Die schriftlichen Überlieferungen des Ortsnamens lassen sich teilweise schwer zuordnen, weil es mehrere ähnlich benannte Orte gibt. So wird als schriftliche Ersterwähnung des Ortes oft das Jahr 1022 genannt, weil zwei auf dieses Jahr datierte im 12. Jahrhundert gefälschte Urkunden einen Ort Beringoteshusen beziehungsweise Bergoteshushen nennen, die im Register der Monumenta Germaniae Historica auf Behrensen, im Niedersächsischen Ortsnamenbuch dagegen auf die Wüstung Bergoldeshusen in der Nähe von Berwartshausen bezogen werden. Weitere ähnlich benannte Orte sind die Wüstungen Bernsen und Bernherssen in der Umgebung von Adelebsen. Die ältesten sicher zuzuordnenden schriftlichen Belege stammen aus der ersten Hälfte des 13. Jahrhunderts und nennen Mitglieder einer adligen Familie, die sich nach dem Ort benannte: Theodericus de Berneresheym oder de Bernersen und Widikindus de Bernersem oder de Bernersen. Theodoricus wird dabei als Mitglied des Deutschen Ordens in Bilshausen genannt. Ein Zusammenhang mit dem später nachweisbaren Grundbesitz des Ordens in Behrensen wird vermutet. Siedlungsfunde belegen die Existenz eines im 15. Jahrhundert wüstgefallenen Dorfes nördlich des heutigen Ortes auf der Nordseite des Ümmelbachs. Ob es sich dabei um einen früheren Standort des heutigen Dorfes handelt, der dann verlegt wurde, oder ob der Siedlungsbereich des Dorfes früher in dieser Richtung weiter ausgedehnt war und später zu einer kompakteren Siedlung wurde, ist umstritten. Ende des 18. Jahrhunderts werden in Behrensen 39 Feuerstellen verzeichnet, ab 1807 stand der Ort unter der Hoheit des Königreichs Westphalens, wurde dann 1813 als lutherisches Kirchdorf geführt und zählte 206 Einwohner, die sich auf 36 Häuser verteilten. Ab 1827 wird das Amt Moringen-Hardegsen greifbar und Behrensen in selbiges eingegliedert, wobei die Einwohnerzahl auf 272 Personen stieg und die Häuseranzahl 47 betrug. Bis 1939 ging die Einwohnerzahl dann auf 232 zurück.
Am 1. März 1974 wurde Behrensen in die Stadt Moringen eingegliedert.

## Politik

### Ortsvorsteher
Aufgrund der geringen Einwohnerzahl wird Behrensen nicht von einem Ortsrat, sondern von einem Ortsvorsteher vertreten. Aktueller Ortsvorsteher ist Gerhard Ude (CDU).

### Wappen
Behrensen hat ein grünes Ortswappen. Markantes Merkmal ist ein Pferdekopf, umrahmt von zwei Getreideähren, der auf die Bedeutung der Landwirtschaft für den Ort hinweist.

## Kultur
Zu den aktiven Vereinen zählen der Schützenverein, die der Feuerwehrverein der Freiwilligen Feuerwehr und der Junggesellenverein, der unter anderem das Osterfeuer ausrichtet und den Maibaum aufstellt.

## Sehenswürdigkeiten

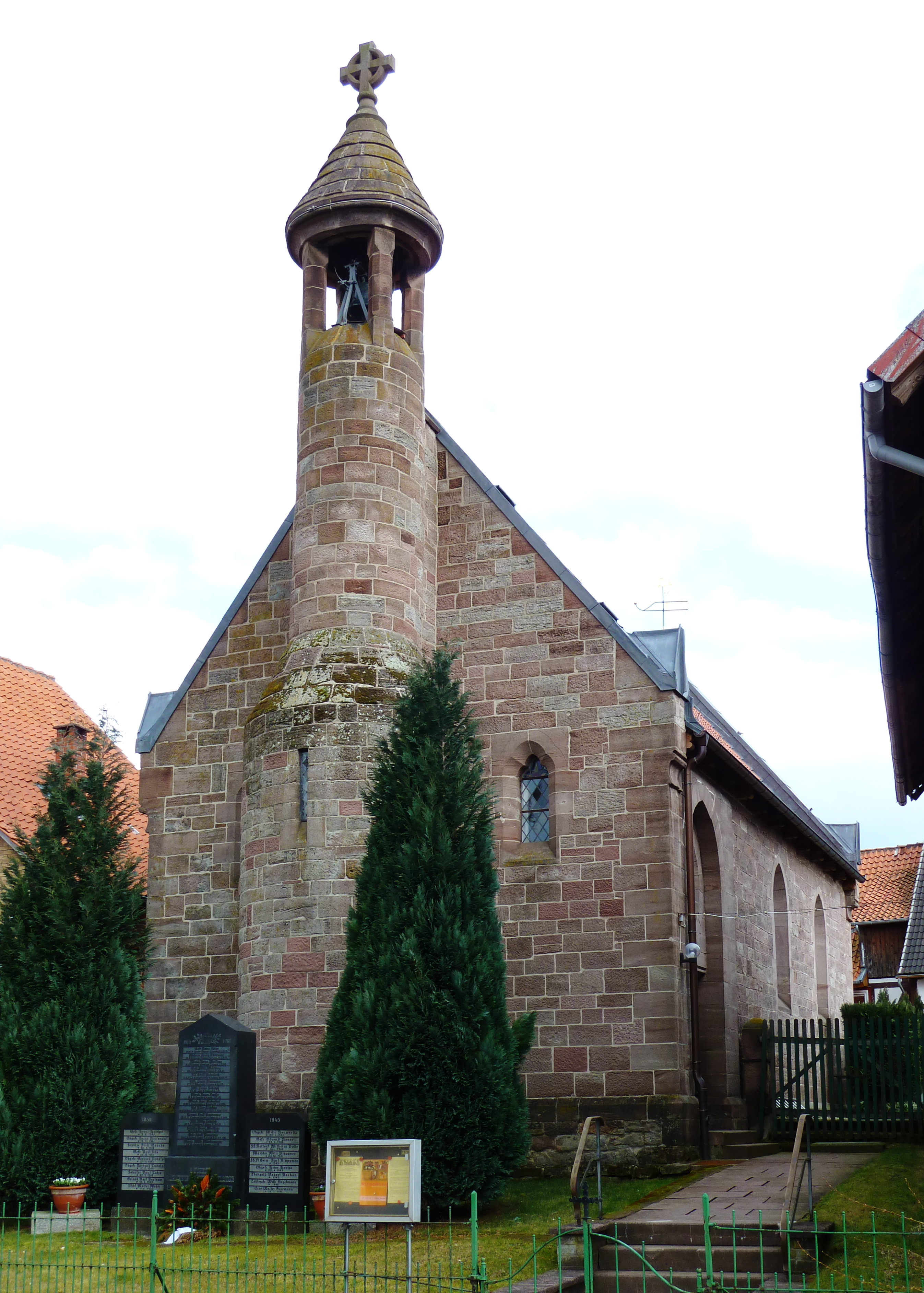
Kapelle in Behrensen

### Kapelle
Die evangelisch-lutherische Kapelle in Behrensen gehört zur Kirchengemeinde Hevensen-Lutterhausen im Kirchenkreis Leine-Solling, ist als Baudenkmal ausgewiesen und steht an der Stelle einer älteren aus der Zeit vor dem Dreißigjährigen Krieg. Diese alte Kapelle war um 1870 so verfallen, dass sie abgetragen und nach Plänen von Conrad Wilhelm Hase die heutige Kapelle neu errichtet wurde. Die Ausführung erfolgte durch Maurermeister Wenig aus Nörten. Der kleine rechteckige Saal besitzt im Osten einen eingezogenen Chor mit polygonalem Abschluss und im Westen einen auffälligen, mittig angesetzten schmalen runden Glockenturm, der sich in Höhe der Traufe des Kapellensaales noch einmal verjüngt. Das Kegeldach des Turms ist wie die gesamte Kirche aus behauenen Buntsandsteinen gemauert. Es thront auf vier schwach profilierten Pfeilern, zwischen denen die Glocke hängt, und ist von einem Sandsteinkreuz bekrönt. Die Bauform ist vom Stil der Neugotik geprägt. Die Grundsteinlegung erfolgte 1870, die Einweihung am 19. November 1871. Der Bau war ursprünglich ein Joch länger geplant, wurde aber verkürzt ausgeführt.

### Naturdenkmal

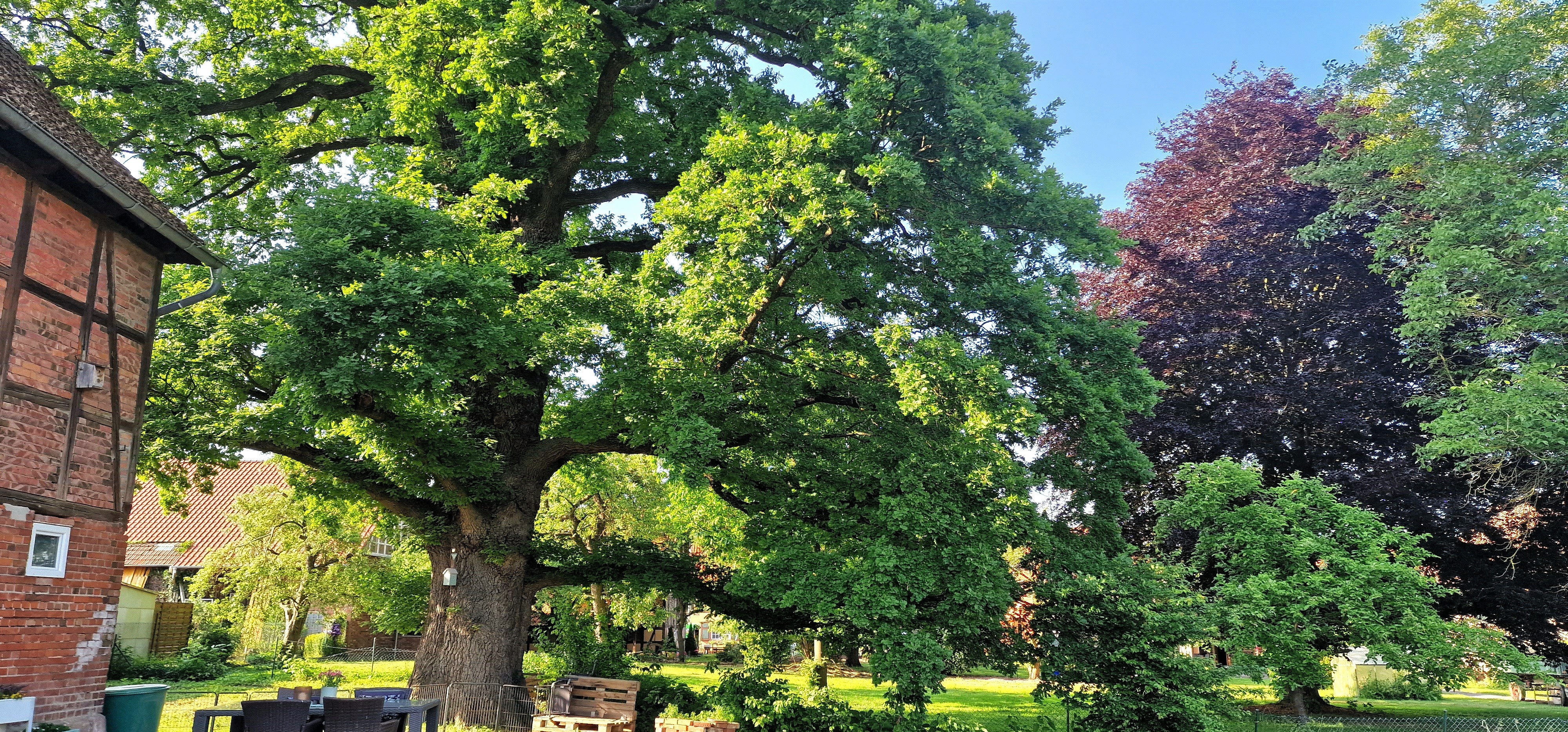
Stieleiche zu Behrensen

Am Lindenweg steht eine Stieleiche, die seit 1. Januar 1963 als Naturdenkmal ausgewiesen ist. Sie trägt das Kennzeichen ND NOM 039.

## Persönlichkeiten
- Otto Graeber (1926–2022), Gewerkschaftssekretär, Politiker (SPD) und Mitglied des Niedersächsischen Landtages. Er war Ratsherr in Moringen und lebte in Behrensen.